# Herbalife Nutrition
Herbalife Nutrition, Ltd. (NYSE: HLF) — международная компания специализированного питания, реализующая свою продукцию методом прямых продаж. Основу продуктового портфеля компании составляют продукты для контроля массы тела, спортивное питание, биологически-активные добавки к пище и косметические средства.
Основана в 1980 году в США Марком Хьюзом. В 2022 году чистые продажи Herbalife достигли 5,2 млрд долларов, что на 10 % ниже, чем годом раньше. Компания инкорпорирована в юрисдикции Каймановых островов, а её штаб-квартира находится в Лос-Анджелесе (штат Калифорния, США). Herbalife Nutrition ведёт свою деятельность в 95 странах.

## История
В феврале 1980 года Марк Рейнольдс Хьюз начал продавать первые коктейли для контроля веса Herbalife буквально «из багажника собственного автомобиля». Он часто повторял, что возникновение этого продукта и программы, разработанной для снижения веса, связано с его матерью Джоанной, чья преждевременная смерть наступила в результате нарушений в питании и неправильного подхода к способам похудения.
Согласно заявлениям Herbalife, целью компании стало изменение подхода к питанию во всем мире. Первым продуктом для помощи в контроле за весом стал протеиновый коктейль. Хьюз строил свою компанию, используя метод прямых продаж в сочетании с моделью многоуровневого маркетинга.
В 1982 году Управление по контролю за продуктами и лекарствами США предъявило компании претензии относительно некоторых ингредиентов, включая использование мандрагоры, корней лаконоса и пищевого льняного масла. В результате компания пересмотрела используемые ингредиенты и внесла изменения в состав продукции.
К 1985 году журнал Inc. назвал предприятие самой быстро развивающейся частной компанией Америки, отметив рост продаж за предыдущие пять лет с 326 тысяч до 423 миллионов долларов.
В 1986 году Herbalife акционировалась как Herbalife International и её акции стали торговаться на фондовой бирже NASDAQ.
К 1988 году компания вышла на рынки Испании, Японии, Мексики, Новой Зеландии и Израиля. В результате к 1991 году ее продажи выросли до 191 млн долларов.
В 1993 году компания провела вторичное предложение ещё 5 млн своих акций.
В 1995 году предприятие запустило линию по производству товаров личной гигиены, таких как парфюмерия и средства для очистки кожи лица. В этом же году компания Herbalife открыла официальное представительство в России.
К 1996 году компания работала в 32 странах, при этом продажи за пределами США приносили более половины выручки.
В 1999 году решив, что инвесторы недооценивает компанию, Марк Хьюз предпринял попытку делистинга. Хотя совет директоров одобрил это решение, акционеры подали иск к компании, посчитав цену выкупа заниженной. Через некоторое время Хьюз оставил попытки уйти с биржи, а с держателями акций было достигнуто мировое соглашение.
В 2002 году компанию за 685 млн долларов приобрели J.H. Whitney & Company и Golden Gate Capital и увели с биржи. Одновременно с этим из состава продукции Herbalife были исключены растительные компоненты, содержащие эфедрин, так как некоторые штаты запретили пищевые добавки, содержищие этот алкалоид.
В апреле 2003 года Майкл О. Джонсон после почти 17-летней карьеры в компании «Уолт Дисней» пришёл в Herbalife на позицию генерального директора.
С 2004 акции компании Herbalife торгуются на Нью-Йоркской фондовой бирже (NYSE).
В середине нулевых Herbalife провела модернизацию производства, переведя около 60 % процентов мощностей непосредственно в компанию, и изменила порядок продажи продукции дистрибьюторам.
9 апреля 2013 года компания отказалась от услуг аудиторской фирмы KPMG, после того как специалист KPMG, задействованный в аудите в Herbalife, был уличён в передаче инсайдерской информации о нескольких фирмах, включая Herbalife и Skechers После этого, 21 мая 2013 года, предприятие наняло аудиторскую компанию PricewaterhouseCoopers.
В марте 2014 года Федеральная торговая комиссия США совместно со штатом Иллинойс провели в отношении компании расследование. 7 мая 2014 года фирма объявила о заключении сделки с Merrill Lynch о выкупе собственных акций на 266 миллионов долларов, которыми владел банк.
По состоянию на 2022 год компания работала в 95 странах.

## Финансовые показатели
По результатам 2022 финансового года компания достигла 5,2 млрд долларов выручки (падение на 10 % к результатам 2021 года), чистая прибыль составила 321 млн долларов (падение на 28 % к 2021 году).
| Год                    | 2005  | 2006  | 2007  | 2008  | 2009  | 2010  | 2011  | 2012  | 2013  | 2014  | 2015  | 2016  | 2017  | 2018  |
| Выручка ($ млрд)       | 1,567 | 1,886 | 2,146 | 2,359 | 2,325 | 2,734 | 3,455 | 4,072 | 4,825 | 4,959 | 4,469 | 4,488 | 4,428 | 4,892 |
| Чистая прибыль ($ млн) | 93    | 143   | 191   | 221   | 203   | 293   | 415   | 464   | 528   | 309   | 339   | 260   | 214   | 297   |

## Продукция
Продукция Herbalife в первую очередь представлена коктейлями для контроля веса. Кроме этого, компания выпускает белковые батончики, чаи, концентрат алоэ, биологически-активные добавки, изотоники и средства личной гигиены. Компанией разработан белковый коктейль Формула 1, основанный на сое и использующийся как полноценный приём пищи. Производство этого напитка началось в 1980 году, а к 2015 году он стал самым продаваемым продуктом компании, покрывающим около 30 % всех продаж.
Продукция компании также включает широкую линейку биологически активных добавок, концентратов чая и алое, средства для ухода за кожей и линейку продуктов спортивного питания Н24.
Herbalife производит свои продукты на пяти собственных производственных площадках в США и Китае, а также на площадках контрактного производства. Процесс производства основан на внедрённой в 2010 году стратегии контроля «От семечка, посаженного в землю, до продукта на Вашем столе», которая гарантирует прослеживаемость происхождения ингредиентов, входящих в состав того или иного продукта. С 2013 года в Китае (г. Чанша, пров. Хунань) компания производит растительные экстракты. Предприятие производит растительные экстракты из некоторых сортов чая, гуараны, ромашки, брокколи и черники для дальнейшего использования в производстве. Перед переработкой ингредиенты проходят процедуру ботанической идентификации, а в процессе производства — различные тесты. Сырьё, полученное на площадке, используется как на всех собственных производственных мощностях Herbalife, так и партнёрами компании. В 2015 году 58 % пищевых продуктов фирмы было выпущено на её собственных площадках.
На территории Китая производственные площади компании находятся в округах Сучжоу и Нанкин. В Соединённых Штатах компания производит продукцию в Лейк-Форест, Калифорния, и Уинстон-Сейлем, Северная Каролина.
Herbalife утверждает, что эффект от использования её продукции подтверждается потребителями, медицинским сообществом и государственными органами.

## Руководство
Международное отделение компании возглавляет Майкл О. Джонсон, который до прихода в Herbalife в течение 17 лет входил в руководящий состав Disney International и возглавлял эту корпорацию. Российский офис возглавляет Эдита Курек.
Паоло Джакомони, специалист по вопросам ухода за кожей, назначен вице-президентом компании Herbalife по вопросам внешнего питания.
В ноябре 2016 года компания объявила, что главный операционный директор Ричард Гудис займёт должность генерального директора в июне 2017 года, а Джонсон будет переведён председателем исполнительного совета.

## Деятельность компании
С 2008 года компания начала публиковать результаты клинических исследований своей продукции, прошедших в разных странах. Данные результаты были представлены в октябре 2008 года на европейском Конгрессе по вопросам ожирения в Женеве и на ежегодной встрече научного общества по вопросам ожирения в Аризоне, а также опубликованы в ряде изданий, в частности в журнале Nutrition Journal и Международном журнале клинической практики в феврале 2009 года.

## Спортивное спонсорство

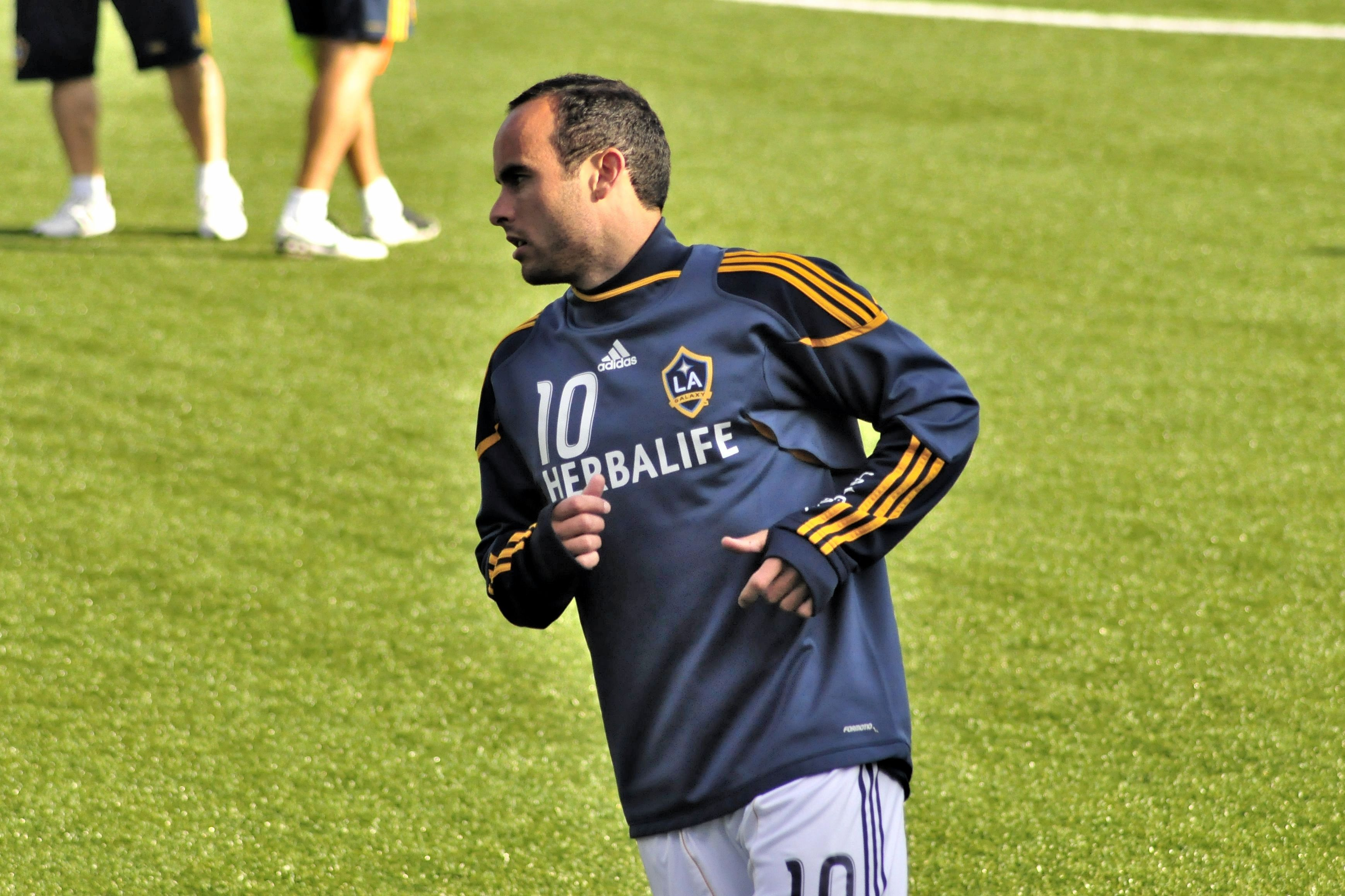
Футболист «Лос-Анджелес Гэлакси» в форме с логотипом Herbalife

С 2007 Herbalife спонсирует сборную Франции и футбольный клуб «Лос-Анджелес Гэлакси» с условием ношения атрибутики компании на футболках. С 2013 года они спонсируют Криштиану Роналду, в период с 2010 по 2013 год — ФК «Барселона» и Лионеля Месси. С 2012 года компания Herbalife спонсировала баскетбольный клуб «Гербалайф Гран Канариа». Компания была спонсором олимпийских комитетов Израилях и Индии на летних Олимпийских играх 2020 года, а в 2023 году стала официальным партнёром Индийской премьер-лиги.

## Критика
На фоне общей критики сетевого маркетинга как такового, из-за его схожести с финансовыми пирамидами, в 2004 году в Соединённых Штатах компания Herbalife обвинялась в создании финансовой пирамиды продаж. Чтобы не доводить дело до суда, компания выплатила сумму в шесть миллионов долларов за отказ от разбирательств, таким образом вопрос был урегулирован во внесудебном порядке. В деле фигурируют фамилии 8700 дилеров.
Билл Экман, известный инвестор-активист в 2012 году сделал ставку на 1 млрд долларов в «короткой позиции» (позиции по срочным вкладам при игре на понижение), прогнозируя резкое падение стоимости акций Herbalife на основе своего мнения о том, что компания оперирует некоей «замысловатой пирамидальной схемой». В результате заявления цена на акции компании стремительно упала. Данный прогноз не оправдался. В июле 2016 года Herbalife заключил соглашение с Федеральной торговой комиссией об изменении модели ведения бизнеса и выплате компенсации своим дистрибьюторам в размере 200 млн долларов. В ноябре 2017 года хедж-фонд Экмана закрыл свою «короткую позицию» в Herbalife со значительными убытками. Впоследствии цена на акции вышла на прежний уровень и продолжает расти, согласно прогнозам аналитиков.
Отдельно, в России, критикуют навязчивые прямые продажи, которые проводила компания в начале 1990-х годов.

### Гепатотоксичность продуктов Herbalife
Начиная с 1990-х годов появлялись публикации о возможной гепатотоксичности продуктов Herbalife. Гепатотоксичность продуктов Herbalife подтверждается независимыми исследованиями, в ходе которых найдены подтверждения того, что продукты Herbalife могут вызвать печеночную недостаточность, которая может привести к летальному исходу, если не произвести пересадку печени. Однако существуют определённые сомнения в абсолютной связи между потреблением продуктов Herbalife и возможностью поражения печени в связи с отсутствием точных диагностических критериев исследований и тем, что доказательства базируются на отдельных случаях.